# 레드미 노트 7
레드미 노트 7, 레드미 노트 7S, 레드미 노트 7 프로는 샤오미의 하위 브랜드인 레드미가 출시한 스마트폰 시리즈를 말한다. 대부분의 전화기는 48MP 카메라 센서를 가지고 있다. 레드미노트7과 노트7S 변종은 퀄컴 스냅드래곤 660SoC를 탑재했지만 레드미노트7은 후면 카메라에서 레드미노트7에 비해 약간의 차이가 있지만 레드미노트7 프로(48MP+5MP)와 레드미노트7은 12MP+2인 것과 같다.그 전화들은 다른 지역의 이동 통신사 주파수를 지원하도록 공급된다. 노트 7은 대부분의 지역에서 휴대폰 공급자와 호환되는 많은 로컬 버전과 글로벌 버전으로 제공된다. Pro 모델은 약간 다른 중국과 인도 버전으로 제공된다. 레드미노트7S는 후면 카메라를 제외하고 어쨌든 레드미노트7과 비교했을 때 큰 차이가 없어, 레드미노트7S의 생산이 중단되고 인도에서 레드미노트7로 출시되었지만, 중국 등에서는 여전히 별도로 판매되고 있다.
2019년 8월 샤오미는 레드미 노트 7 시리즈가 전 세계적으로 2천만대 이상 팔렸다고 발표했다.